# Galium vartanii
Galium vartanii är en måreväxtart som beskrevs av Aleksandr Alfonsovitj Grossgejm. Galium vartanii ingår i släktet måror, och familjen måreväxter. Inga underarter finns listade i Catalogue of Life.